# Carlos Avila
Carlos Antonio Ávila IVE (ur. 12 sierpnia 1964 w Comodoro Rivadavia) – argentyński duchowny rzymskokatolicki, zakonnik, superior misji „sui iuris” Tadżykistanu w latach 1997–2013.

## Życiorys
Urodził się 12 sierpnia 1964 w Comodoro Rivadavia. Po ukończeniu szkoły średniej zdecydował się na wstąpienie do argentyńskiego Instytutu Słowa Wcielonego – zajmującego się prowadzeniem misji katolickich oraz podjął studia teologiczne w seminarium duchownym w San Rafael. W 1989 roku złożył wieczystą profesję, a rok później 8 grudnia 1990 przyjął święcenia kapłańskie.
Po święceniach pracował jako duszpasterz w Peru – w archidiecezji Arequipa, gdzie wykładał w miejscowym seminarium duchownym: sakramenty Kościoła, historię religii, etykę i logikę. W 1992 został wysłany przez przełożonych na specjalistyczne studia do Rzymu na Papieski Uniwersytet św. Tomasza z Akwinu (Angelicum), uzyskując tam licencjat z teologii.
W 1994 został wysłany do Rosji, gdzie był wikariuszem w parafii Podwyższenia Krzyża Świętego w Kazaniu. Dwa lata później został misjonarzem w Tadżykistanie. 29 września 1997 po utworzeniu przez papieża Jana Pawła II – Misji „sui iuris” w tym państwie, został mianowany jej pierwszym przełożonym. 19 września 2013 został przez papieża Franciszka odwołany z funkcji przełożonego misji „sui iuris” Tadżykistanu.
Ponadto pracuje jako attaché kulturalny Tadżykistanu w ambasadzie w Watykanie.
2 października 2008 wziął udział w wizycie Ad limina apostolorum w Watykanie z papieżem Benedyktem XVI wraz z przedstawicielami Kościoła z Azji środkowej.